# École nationale supérieure d'ingénieurs de Tunis
 (mars 2020).
L'École nationale supérieure d'ingénieurs de Tunis (arabe : المدرسة الوطنية العليا للمهندسين بتونس) ou plus couramment ENSIT est une école d'ingénieurs tunisienne localisée à Tunis (quartier de Montfleury). Succédant à l'École supérieure des sciences et techniques de Tunis en 2011, elle fait partie des institutions de l'université de Tunis et de la direction générale des études technologiques.

## Historique
- 1973 : Création de l'École normale supérieure de l'enseignement technique
- 1994 : Remplacement par l'École supérieure des sciences et techniques de Tunis
- 2011 : Remplacement par l'École nationale supérieure d'ingénieurs de Tunis

## Mission
L'ENSIT offre un cursus universitaire de haut niveau en plaçant le développement de la recherche au cœur du processus de rénovation des enseignements. Pour atteindre ses objectifs, l'ENSIT compte sur 250 enseignants-chercheurs et plus d'une centaine de techniciens, ouvriers et employés administratifs. Elle fait aussi appel à des compétences de l'industrie ainsi qu'à des experts étrangers.
L'ENSIT est habillée à former des étudiants des deuxième (master professionnel et cycle ingénieurs) et troisième cycles (master de recherche et doctorat) dans les domaines suivants :
- Génie électrique (depuis la création de l'école) ;
- Génie mécanique (depuis la création de l'école) ;
- Génie civil (depuis la création de l'école) ;
- Physiques ;
- Génie informatique ;
- Génie industriel (dès la rentrée 2012-2013) ;
- Génie mathématiques appliquées et modélisation (dès la rentrée 2012-2013).

Les études en génie électrique sont divisées en trois branches ; électrotechniques (abréviations : CTEE en master de recherche, ISE dans l'ancien régime de master et SE en cycle d'ingénieur), à côté de l'automatique et de l'informatique industrielle (abréviation : AII) ; ces deux filières sont les plus anciennes spécialités de l'école. La troisième section, créée à la rentrée 2011-2012, est l'électronique (abréviations : ETN en master de recherche, EII en master professionnel et ETA en cycle d'ingénieur).
Le génie mécanique à l'ENSIT admet trois options d'études : conception des produits industriels, conception et fabrication assistées par ordinateur et génie mécanique productique.

## Admission

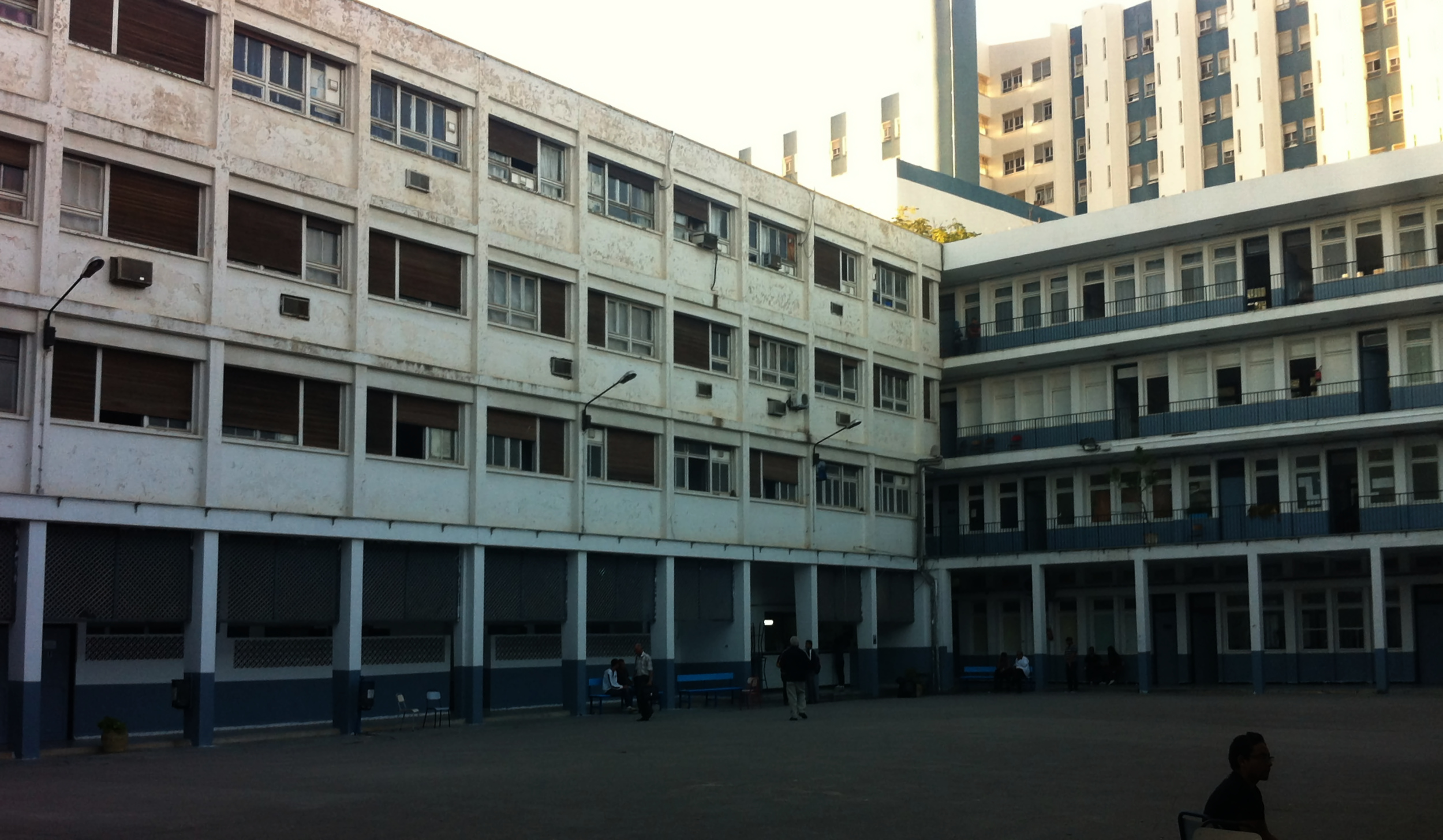
Cour de l'ENSIT.

L'intégration de l'ENSIT, comme pour toute autre école d'ingénieurs en Tunisie, se fait par la voie des concours nationaux à l'entrée des cycles de formations pour ingénieurs ou par concours sur dossier pour les études en troisième cycle et à l'école doctorale.

## Organisation
L'école est située dans le quartier de Montfleury à Tunis. Elle assure la formation de près de 3 000 étudiants.
L'ENSIT comporte :
- une direction des études ;
- une direction des stages ;
- une école doctorale ;
- six départements d'études : génie électrique, génie mécanique, génie civil, informatique, mathématiques, physique et chimie industrielle[2].